# 大衛·麥克拉倫·巴
大衛·麥克拉倫·巴 （英語：David McLaren Bain；1891年9月10日—1915年6月3日），蘇格蘭橄欖球運動員。大衛在第一次世界大战中於法國陣亡，他當時正效力戈登高地兵團。
大衛在1911至1914年爲牛津大學橄欖球隊效力。 1914年大衛擔任隊長對戰威爾士。

## 外部鏈結
- Commonwealth War Graves database
- An entire team wiped out by the Great War